# Ляпота Степан Костянтинович
Ляпота Степан Костянтинович (13.12.1906 — 10.10.1943) — Герой Радянського Союзу (1943)

## Життєпис
Народився 13 грудня 1906 року в селі Китайгородка сучасного Томаківського району Дніпропетровської області в сім'ї селян. Українець.
Закінчив початкову школу. Працював завідувачем Новотроїцького відділення Ощадбанку. Перед війною працював у місті Самбір Львівської області.
Учасник радянсько — німецької війни з червня 1941 року. У квітні 1942 року закінчив курси молодших лейтенантів та призначений командиром взводу. Брав участь у боях за міста Батайськ, Моздок, Слов'янськ на Кубані, Мелітополь. Мужньо, героїчно провів бойову операцію під хутором Канадський Токмакського району Запорізької області.
Загинув у бою 10 жовтня 1943 року.
Указом Президії Верховної Ради СРСР від 1 листопада 1943 року за зразкове виконання бойових завдань командування на фронті з німецько-фашистськими загарбниками і проявлені при цьому відвагу і героїзм лейтенанту Степану Костянтиновичу Ляпоті було посмертно присвоєно звання Героя Радянського Союзу.
Нагороджений орденом Леніна.
Похований в селі Раздол Михайлівського району Запорізької області.